# Parapiptadenia pterosperma
Parapiptadenia pterosperma là một loài thực vật có hoa trong họ Đậu. Loài này được (Benth.) Brenan miêu tả khoa học đầu tiên.